# 福井市麻生津小学校
福井市麻生津小学校（ふくいし あそうづしょうがっこう）は、福井県福井市浅水二日町にある公立小学校。

## 概要
児童数は毎年約400人。幼稚園を併設している。

## その他

### 進学
一部を除いて卒業後は福井市立足羽中学校に進学する。

### 学校周辺
- 福井県立足羽高等学校
- 福井市足羽中学校
- 浅水駅

## 著名な出身者
- 川本真琴 - シンガーソングライター
- 吉田正尚 - プロ野球選手（ボストン・レッドソックス）